# Murad Beg Khan
Murad Beg Khan fou un efímer kan de Kokand (1845) fill d'Alim Khan. El govern del kanat en la part final del regnat de Shir Ali Khan, estava en mans del general Mussulman Kul. Aquest era de la tribu uzbeka dels quiptxaqs, i en general afavoria a la seva tribu, el que va provocar el ressentiment dels sarts; aquestos, dirigits per Rahmet Ulla i Mehmed Kerim, van anar a Xahrisabz a buscar a Murad Beg, fill d'Alim Khan exiliat allí, per posar-lo al tron. Els conspiradors van demanar ajut al kan de Bukharà i el 1845, aprofitant una absència de Kul, ocupat amb l'exèrcit recaptant els impostos entre els quirguisos, es van dirigir a Kokand, que va ocupar sense gaire resistència. Però els ciutadans de Kokand no eren partidaris de relacions amb el kan de Bukharà i van cridar a Mussulman Kul, que no va tardar a retornar des del territori dels quirguisos amb l'exèrcit i va recuperar la ciutat. Uns relats diuen que Murad Beg fou executat, mentre altres diuen que va poder fugir a Shar-i Sabz.
Murad Beg Khan va deixar cinc fills en total:
- Amb la seva dona Jarkin, filla del quiptxaq Tokhta Nazar:
  - Sarmasik, de 22 anys, beg de Taixkent
  - Muhammad Khudayar, de 16 anys, beg de Marghilan
  - Saltan Murad
- Amb una altra dona, també quiptxaq, de nom Suna Aim: 
  - Muhammad Malla, de 17 anys, beg d'Andijan
  - Sufi.

Com que Mussulman Kul estava enemistat amb Sarmasik, va voler posar al tron a Muhammad Khudayar, que a més era el seu gendre (o hi va esdevenir). Per mitjà d'una carta de Khudayar, Sarmasik fou cridat a Kokand, hi va anar i fou executat i l'endemà Khudayar fou proclamat Khan.